# Кастелботачо
Кастелбота̀чо (на италиански: Castelbottaccio) е село и община в Централна Италия, провинция Кампобасо, регион Молизе. Разположено е на 618 m надморска височина. Населението на общината е 363 души (към 2010 г.).